# Корд (нож, восточно-европейский)

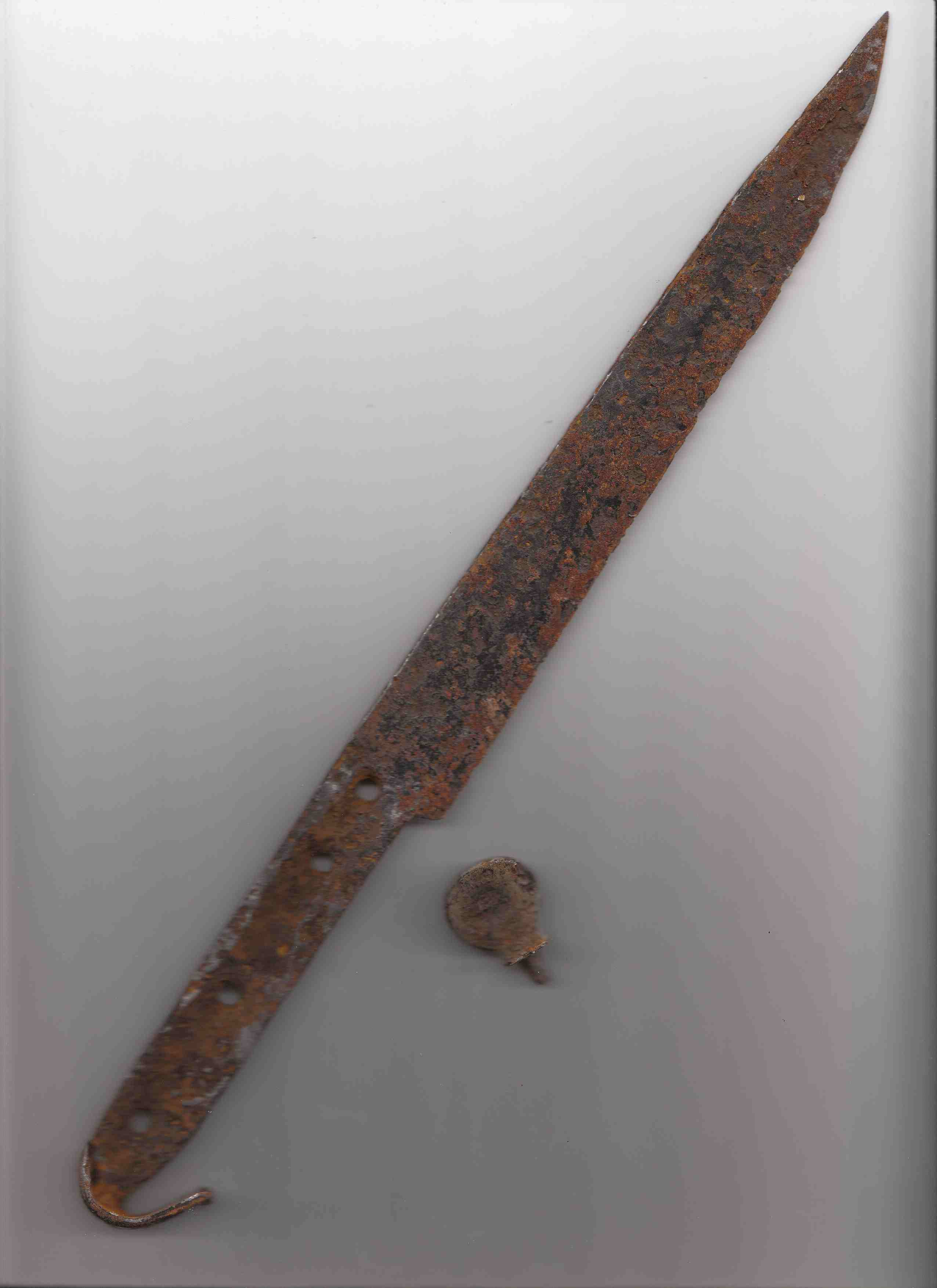
Короткий корд конца XV — начала XVI века. Археологическая находка

Корд (пол. kord, нем. Bauernwehr) — изначально длинный нож, также известен как рубящий нож. Типичное оружие простонародья в средние века и в более ранние времена, особенно было распространено в XV—XVI веках. В Германии был известен как крестьянский (нем. Bauernwehr) или домашний (нем. Hauswehr) нож. Позже, в XVI веке, кордом также называлась короткая сабля.
Оружие отличалось односторонней заточкой, скосом обуха на клинке, развитой крестовиной. Длина 30-35 дюймов с шириной лезвия 1-1,5 дюйма и весом 2 фунта (примерно 1 килограмм).